# Allosauridae
Az Allosauridae egy közepes méretű húsevő dinoszaurusz család. A tagjai közé tartozik a Saurophaganax, az Allosaurus és a kevéssé ismert Antrodemus. Az allosauridák kulcsfontosságú evolúciós újdonsága a egyenletesen kerek arc, a középen (mediálisan)  lapos állkapocscsont, a hátrafelé, az arc irányában kiterjedt felső fogmeder, a kinyújtható koponya, a karcsú, de erős testfelépítés, a hosszú, vastag hátsó lábak, a merevített farok és a szeméremcsont végének meghosszabbodása.
A nemek pontos száma igen vitatott, és a legtöbb késő jura illetve kora kréta időszakban élt carnosaurus közeli rokonságban áll az Allosaurusszal. Mindazonáltal úgy tűnik, hogy az allosauridák koruk legsikeresebb vadászai voltak, a zsákmányért folytatott harc során felülmúlták a Megalosauridae és Ceratosauridae családokat. Az allosauridákat végül a kréta időszak során a déli félgömbön közeli rokonaik a carcharodontosauridák, az északi félgömbön pedig a coelurosaurusok közé tartozó tyrannosauridák váltották fel.

## Fordítás
- Ez a szócikk részben vagy egészben  az   Allosauridae című angol Wikipédia-szócikk ezen változatának fordításán alapul.  Az eredeti cikk szerkesztőit annak laptörténete sorolja fel. Ez a jelzés csupán a megfogalmazás eredetét és a szerzői jogokat jelzi, nem szolgál a cikkben szereplő információk forrásmegjelöléseként.